# Вулиця Незалежності (Кропивницький)
Вулиця Незалежності — вулиця у Фортечному районі міста Кропивницький. Пролягає від Університетського проспекту до вулиці Героїв України. Вулицю перетинає вулиця Юрія Коваленка.
Забудова вулиці — радянська: в основному цегляні 5-поверхівки та панельні 9-поверхівки. Присутні нові військові будинки: 10-поверхівки та 14-поверховий будинок, який був відкритий у 2017 році.
До вересня 2023 року носила назву - Космонавта Попова.

## Транспорт
На вулиці здійснюється інтенсивний рух громадського транспорту:
- тролейбус: № 4[5], 7[6], [7]
- маршрутні таксі: № 1Ц[8], 3[9], 4[10], 5[11], 6[12], 8[13], 11[14], 15[15], 44[16], 77[17], 112[18], 134[19]
- приміські автобуси: 220[2], 500[3].

## Об'єкти
На вулиці Незалежності розташовані:
- загальноосвітня школа I—III ступенів № 31 (буд. № 11-А)[22]
- загальноосвітня школа I—III ступенів № 35 (буд. № 28/20)[22]
- міська поліклініка № 5 (буд. № 9-Б)[23]
- центр первинної медико-санітарної допомоги № 2 (буд. № 96)[23]
- відділення поштового зв'язку № 31 (буд. № 31)
- фірмовий магазин ВАТ «Кіровоградський Птахокомбінат» (колишній магазин «Північний»);
- торговельні заклади: будівельний гіпермаркет «Епіцентр К»[26], супермаркет АТБ, фірмовий магазин «Ятрань», магазин «Вегас» (колишній «Космос»), оптовий ринок «Престиж», будівельний магазин «Август»;
- аптека № 146, кілька приватних аптек;
- КРЕП № 10
- відділ РАЦС Фортечного району (буд. № 26)[20]
- філія № 2 Центральної міської бібліотеки (буд. № 7, корп. 1)[21]
- Центральна дитяча бібліотека (буд. № 20, корп. 5)[21]